# Rhipicephalus zambeziensis
Rhipicephalus zambeziensis är en fästingart som beskrevs av Walker, Norval och Corwin 1981. Rhipicephalus zambeziensis ingår i släktet Rhipicephalus och familjen hårda fästingar. Inga underarter finns listade i Catalogue of Life.